# エソ
エソ（狗母魚・鱛 {魚偏に曾}）は、狭義にはヒメ目・エソ科 Synodontidae に分類される魚の総称。
なお、広義にはワニトカゲギス目、ヒメ目、ハダカイワシ目などの魚の総称としても使われる。

## 特徴
成魚の全長は10cmほどのものから70cmに達するものまで種類によって異なる。吻が短く、頭の前方に大きな目がつく。目の後ろまで大きく開く口には小さな歯が並び、獲物を逃がさない。体は細長く、断面は丸く、円筒形の体型をしている。鱗は大きく硬い。鰭は体に対して比較的小さい。背鰭と尾鰭の間に小さく丸い脂鰭（あぶらびれ）を持ち、これはサケ、アユ、ハダカイワシ等と同じ特徴である。
爬虫類を連想させる体つきであり、和名に「ワニエソ」や「トカゲエソ」とついた種類がおり、英名でも"Lizardfish"（トカゲ魚）や"Snakefish"（ヘビ魚）などと呼ばれる。

### 生態
全世界の熱帯、亜熱帯海域に広く分布する。全種が海産だが、河口などの汽水域に入ってくることもある。多くは水深200mまでの浅い海に生息する。
昼間は海底に伏せるか砂底に潜るものが多く、夜に泳ぎ出て獲物を探す。食性は肉食性で、貝類、多毛類、頭足類、甲殻類、他の魚類など小動物を幅広く捕食する。

## 利用
主に底引き網などの沿岸漁業・沖合漁業で漁獲される。釣りでも漁獲されるが、エソを主目的に釣る人は少なく、多くは外道として揚がる。スズキ、マダイなど大型肉食魚の釣り餌やルアーにかかる場合や、あるいはキス釣りなどで釣れた魚に喰らいつく場合がある。
肉は白身で質も良く美味である。ただし、硬い小骨が多く、三枚におろしてもそのままでは小骨だらけで、また骨切りしても小骨自体が太くて硬いためハモのように美味しく食べる事はできず、一般的な調理をして食卓に並ぶような魚ではない。調理方法としては、骨切りした上ですり身にして揚げ物にするか、手間が掛かっても根気よく骨抜きをして調理するかである。
一方、魚肉練り製品の原料としては、癖の無い淡泊な味で歯ごたえも良いため、最高級品として重宝され、市場では関連業者が殆どを買い占める。
また、アカエソ属などサンゴ礁に生息するものもいる。これらはスクーバダイビングでの観察や撮影の対象となる。
大分県佐伯市の郷土料理である『ごまだし』や、愛媛県宇和島の郷土料理『ふくめん』の主材料として使われる。
シラス漁で稚魚がしばしば混入することがある。

## 分類
Fishbaseによると2023年現在、本科には2亜科4属約80種が属する。
- Harpadontinae Bleeker, 1875
  - ミズテング属 Harpadon Lesueur, 1825 - テナガミズテングなど
  - マエソ属 Saurida Valenciennes, 1850 - マエソ、トカゲエソ、ワニエソ、ツケアゲエソなど

- Synodontinae Gill, 1861
  - アカエソ属 Synodus Scopoli, 1777 - アカエソ、ヒトスジエソ、チョウチョウエソなど
  - オキエソ属 Trachinocephalus Gill, 1861

4属のみだが種類は多く、日本近海産だけでもこれまでに24種が記録されている。従来の種から別種として分けられたマエソなどの例もある。また、シンカイエソ属 Bathysaurus などをエソ科に含める見解もある。

### おもな種類

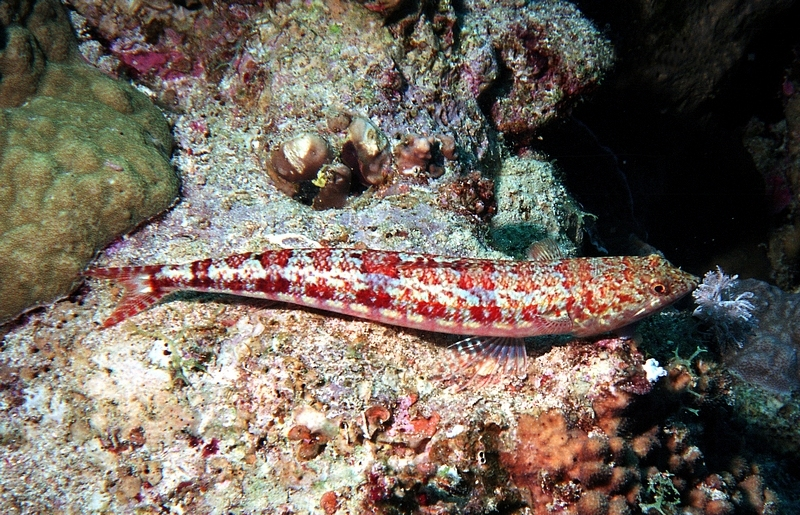
アカエソ属の一種（おそらくヒトスジエソ Synodus variegatus）

マエソ Saurida macrolepis Tanaka, 1917
体長40cmほど。背中側は褐色で腹側は白い。胸鰭が腹鰭に届くぐらい長く、尾びれの下半分が白いことでトカゲエソやワニエソと区別する。かつては Saurida undosquamis (Richardson,1848) とされていたが、側線鱗数や尾鰭上縁の黒点などで別種とされた。
ツケアゲエソ Saurida undosquamis  (Richardson, 1848)
体長40cmほど。背中側は褐色で腹側は白い。側線鱗数が他種より多い。マエソ等と異なり台湾が北限と考えられていたが、2018年8月に鹿児島県南さつま市笠沙で鹿児島大学大学院水産学研究科の中村潤平が釣り上げ確認された。命名由来は「これまでも薩摩揚げ(ツケアゲ)のすり身の原料に使われているのでは」。
トカゲエソ Saurida elongata (Temminck et Schlegel, 1846)
体長50cmほど。マエソに似るが胸鰭が短く、腹鰭に届かないので区別できる。新潟県以南から南シナ海まで分布し、エソの中ではもっとも北まで分布している。
ワニエソ Saurida wanieso Shindo et Yamada,1972
体長70cmほどになる大型種。外見はマエソやトカゲエソに似るが、尾鰭の下半分が黒い点で区別する。また、オスの成魚では背鰭第2軟条が糸状に伸びる。インド洋・西太平洋の熱帯・亜熱帯海域に広く分布する。魚肉練り製品の原料として重要である。
アカエソ Synodus ulae Schultz,1953
体長30cmほど。名のとおり体が赤っぽく、胴体に8-9本の褐色の横縞がある。インド洋・西太平洋の熱帯・亜熱帯域に分布し、浅い海の岩礁やサンゴ礁周辺に生息する。多くの近縁種がある。
オキエソ Trachinocephalus myops (Forster,1801)
体長40cmほど。吻が極端に短く、体に4本の黄色の縦縞がある。全世界の熱帯・温帯海域に広く分布する。

## 広義の「エソ」
ヒメ目エソ科の魚以外にも、ワニトカゲギス目のヨコエソやホウネンエソ、あるいは同じヒメ目のアオメエソ、マルアオメエソ、ナガヅエエソ、シンカイエソなど、和名に「エソ」がつく魚は多い。また、ハダカイワシ目の魚は大きな目と口、脂鰭などの共通した特徴を備え、かつてはヒメ目と同一の目として分類されていた。
これらは深海魚で、姿は似ていても比較的浅い海に生息するエソ科とはまた異なる外見や生態が知られる。以下のような特徴があり、異形の深海魚としてよく紹介される。
- 多くの種類が発光器官を持ち、餌をおびき寄せる時や敵の目をあざむく時に発光する。
- 目が発達していて、目が前に突き出したボウエンギョや、目が上向きで縦長に突き出した種類もいる。
- ハダカイワシなどは、昼は外敵の少ない深海にいて、夜に海面近くまで浮上し餌を獲る「日周鉛直運動」をおこなう。

ただし極端な深海に生息するものは却って目や発光器官が退化しており、日周鉛直運動もしない。